# Santibáñez de Tera
Santibáñez de Tera è un comune spagnolo di 632 abitanti situato nella comunità autonoma di Castiglia e León.